# Combretum luxenii
Combretum luxenii är en tvåhjärtbladig växtart som beskrevs av Arthur Wallis Exell. Combretum luxenii ingår i släktet Combretum och familjen Combretaceae. Inga underarter finns listade i Catalogue of Life.